# Coupe d'Europe des vainqueurs de coupe masculine de handball 1979-1980
Navigation
Coupe des Coupes 1978-1979 Coupe des coupes 1980-1981
La Coupe d'Europe des vainqueurs de coupe masculine de handball 1979-1980 est la 5e édition de la Coupe d'Europe des vainqueurs de coupe masculine de handball.
Organisée par la Fédération internationale de handball (IHF), la compétition est ouverte à 22 clubs de handball d'associations membres de l'IHF. Ces clubs sont qualifiés en fonction de leurs résultats dans leur pays d'origine lors de la saison 1978-1979.
Elle est remportée par le club espagnol du CB Calpisa Alicante, vainqueur en finale du club ouest-allemand du VfL Gummersbach.
À noter l'absence des clubs soviétiques, est-allemands, polonais et roumains en raison de la préparation des Jeux olympiques 1980.

## Résultats

### Premier tour
| Équipe 1          | Score   | Équipe 2            | Aller | Retour |
| ----------------- | ------- | ------------------- | ----- | ------ |
| HC Rovereto       | ?? – ?? | Trakia Plovdiv      | ??-?? | ??-??  |
| HB Dudelange      | 34 – 47 | Blauw-Wit Beek      | 17-25 | 17-22  |
| SK Avanti Lebbeke | 37 – 48 | BSV Berne           | 24-24 | 13-24  |
| FC Porto          | 50 – 42 | Maccabi Ramat Gan   | 26-23 | 24-19  |
| Tatabánya KC      | 30 – 38 | VfL Gummersbach     | 16-19 | 14-19  |
| Sparta Helsinki   | 35 – 43 | Fjellhammer IL Oslo | 18-18 | 17-25  |

### Huitièmes de finale
| Équipe 1               | Score   | Équipe 2             | Aller | Retour |
| ---------------------- | ------- | -------------------- | ----- | ------ |
| UHK Krems              | 32 – 53 | CB Calpisa Alicante  | 17-25 | 15-28  |
| CSL Dijon              | 41 – 55 | Debreceni Dózsa      | 26-28 | 15-27  |
| Vikingur Reykjavik     | 38 – 45 | IK Heim Göteborg     | 19-22 | 19-23  |
| Gladsaxe HG Copenhague | 30 – 50 | Grun-Weiss Dankersen | 19-29 | 11-21  |
| Blauw-Wit Beek         | 39 – 41 | BSV Berne            | 19-20 | 20-21  |
| RK Borac Banja Luka    | 56 – 52 | Trakia Plovdiv       | 37-26 | 19-26  |
| Slavia Prague          | 63 – 47 | FC Porto             | 35-24 | 28-23  |
| Fjellhammer IL Oslo    | 32 – 45 | VfL Gummersbach      | 15-20 | 17-25  |

### Quarts de finale
| Équipe 1            | Score   | Équipe 2             | Aller | Retour |
| ------------------- | ------- | -------------------- | ----- | ------ |
| Debreceni Dózsa     | 43 – 54 | CB Calpisa Alicante  | 24-22 | 19-32  |
| IK Heim Göteborg    | 42 – 41 | Grun-Weiss Dankersen | 23-18 | 19-23  |
| RK Borac Banja Luka | 49 – 42 | BSV Berne            | 29-21 | 20-21  |
| Slavia Prague       | 34 – 41 | VfL Gummersbach      | 18-20 | 16-21  |

### Demi-finales
| Équipe 1            | Score   | Équipe 2         | Aller | Retour |
| ------------------- | ------- | ---------------- | ----- | ------ |
| CB Calpisa Alicante | 68 – 50 | IK Heim Göteborg | 40-25 | 28-25  |
| RK Borac Banja Luka | 36 – 39 | VfL Gummersbach  | 20-18 | 16-21  |

### Finale
| Équipe 1            | Score   | Équipe 2        | Aller | Retour |
| ------------------- | ------- | --------------- | ----- | ------ |
| CB Calpisa Alicante | 36 – 33 | VfL Gummersbach | 20-15 | 16-18  |